# Anton Bernhard Fürstenau

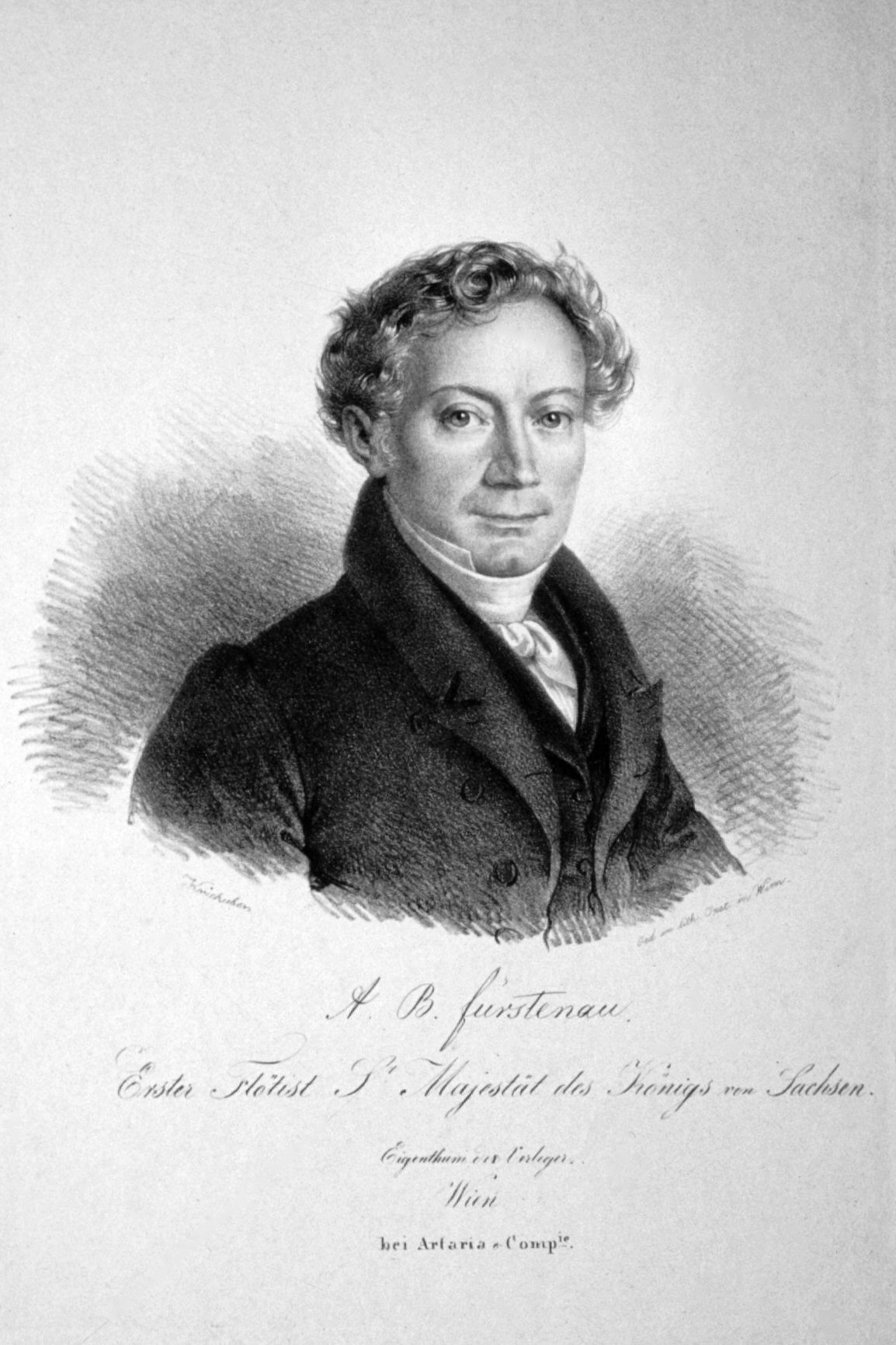

Anton Bernhard Fürstenau (Münster, 20 oktober 1792 - Dresden, 18 november 1852) was een Duits fluitist en componist.

## Leven
Fürstenau kreeg van zijn vader, de fluitist Kaspar Fürstenau (1772-1819), zijn eerste fluitlessen. Zijn eerste optreden gaf hij toen hij zeven jaar oud was. Toen hij twaalf was werd hij lid van de Oldenburgische Hofkapelle. Hij maakte concertreizen met zijn vader naar onder andere Berlijn, München, Kopenhagen, Sint-Petersburg, Wenen en in 1815 naar Praag, waar hij Carl Maria von Weber leerde kennen, met wie hij tot zijn dood een vriendschap onderhield.
In 1817 werd Fürstenau lid van het Stadsorkest van Frankfurt am Main, waar hij ook compositielessen nam. In 1819 verruilde hij deze baan voor een baan als eerste fluitist van de Hoforchester in Dresden (onder leiding van Von Weber). Daarnaast ondernam hij weer concertreizen, zo ook in 1826 samen met de zwaar zieke Von Weber naar London, waar deze zou overlijden. 
Tot de talrijke leerlingen van Fürstenau behoorde zijn zoon Moritz Fürstenau (1824-1889), die hij later naar Theobald Böhm in München stuurde, hoewel Fürstenau zeer sceptisch was over Böhms technische ontwikkelingen van de fluit.

## Composities
Fürstenau componeerde en arrangeerde talrijke werken, hoofdzakelijk voor zijn eigen instrument. daaronder bevinden zich 12 soloconcerten en twee concerten voor 2 fluiten, duetten, trio's, een kwartet voor 4 fluiten, stukken voor fluit en piano en etudes voor fluit. Deze werken zijn grotendeels in de vergetelheid geraakt: alleen zijn etudes worden nog steeds veel gebruikt.
Zijn muziek is sterk geïnspireerd op zijn tijdgenoten, met name Carl Maria von Weber. Zijn 8e fluitconcert in Form einer Gesangsszene op. 84 uit 1830 komt wat de vorm betreft sterk overeen met het 14 haar eerder geschreven 8e vioolconcert in modo d'una scena cantante van Louis Spohr.